# Halle de Belvès
La halle est un édifice situé à Belvès, en France.

## Localisation
La halle est située sur la place d'Armes, à l'ouest des anciens remparts du castrum de Belvès dont il subsiste une porte, dans le département de la Dordogne.

## Historique
La ville de Belvès étant une cité importante au Moyen Âge, des marchés s'y tenaient sur les places Peyrignac et du Verdier. Mais après la fin de la guerre de Cent Ans, ces places ne sont plus suffisantes. Les consuls profitent de l'emplacement libre devant les remparts à l'ouest de remparts, sur le plateau, pour y établir un marché.
Un arrêt du conseil d'État de 1456 institue huit foires à Belvès. Cet arrêt rendu par le roi à la suite d'une demande des consuls de Belvès suppose que la halle devait être construite à cette date.

## Description
La halle rectangulaire a été construite en bois. 

## Protection
La halle a été inscrite au titre des monuments historiques le 6 décembre 1948.